# Bromocriptina
La bromocriptina è un farmaco derivato alcaloide dell'ergot semisintetico con una potente attività dopaminergica. Inibisce inoltre la secrezione di prolattina e può essere utilizzato per trattare disfunzioni associate all'iperprolattinemia. Il farmaco è anche indicato per la gestione dei segni e sintomi della sindrome parkinsoniana, nonché per il trattamento dell'acromegalia. La bromocriptina è stato associato a fibrosi polmonare e può anche causare una soppressione sostenuta della secrezione di somatotropina in alcuni pazienti affetti da acromegalia.
Nel 1995, la Food and Drug Administration ha ritirato l'approvazione della bromocriptina mesilato per la prevenzione della lattazione fisiologica dopo aver riscontrato che non era stato dimostrato essere sicuro per l'uso, tuttavia, il farmaco continua ad essere utilizzato per le indicazioni sopra menzionate.

## Farmacologia

### Indicazione d'uso
È impiegato nel trattamento della galattorrea dovuta all'iperprolattinemia, dei disturbi mestruali e dell'infertilità dipendenti dalla prolattina, degli adenomi secernenti prolattina, dell'ipogonadismo maschile dipendente dalla prolattina, come terapia aggiuntiva alla chirurgia o alla radioterapia nell'acromegalia o come monoterapia in casi particolari, come monoterapia nella fase iniziale della sindrome parkinsoniana o come coadiuvante con levodopa nei casi avanzati con complicanze motorie. Il bromocriptina è stato anche utilizzato off-label per trattare la sindrome delle gambe senza riposo e la sindrome neurolettica maligna.

#### Diabete Mellito di Tipo 2
Il farmaco è approvato dalla Food and Drug Administration come farmaco supplementare per adulti con diabete mellito di tipo 2 per aiutare il controllo glicemico. Il diabete mellito di tipo 2 è un disturbo metabolico cronico con patogenesi multifattoriale, caratterizzato da resistenza insulinica, disfunzioni delle cellule beta delle isole pancreatiche e numerose altre anomalie metaboliche, data quindi la complessità di questa condizione, spesso sono necessarie terapie combinate che affrontino i vari aspetti della malattia, rendendo l'uso aggiuntivo di bromocriptina un'opzione di trattamento interessante.

#### Iperprolattinemia
La bromocriptina è un farmaco approvato dalla Food and Drug Administration indicato per il trattamento di disturbi che causano iperprolattinemia, più comunemente a causa di adenomi ipofisari, in particolare prolattinomi. I prolattinomi colpiscono sia uomini che donne e spesso portano a disfunzioni sessuali, anomalie gonadiche, infertilità e cefalee. In passato, la chirurgia era il trattamento principale per i prolattinomi, ma con lo sviluppo degli agonisti della dopamina, come la bromocriptina, la terapia medica è diventata l'approccio standard. La chirurgia viene ora riservata ai casi gravi in cui il trattamento medico non riesce a ridurre la secrezione di prolattina o quando l'adenoma causa disturbi visivi o deficit neurologici.

#### Acromegalia
L'acromegalia si caratterizza per una serie di complicazioni associate ad aumentate concentrazioni ematiche di ormone della crescita. L'ormone della crescita è influenzato dal sistema nervoso simpatico, dove il legame delle catecolamine ai recettori alfa aumenta le concentrazioni ematiche di ormone della crescita, mentre il legame ai recettori beta diminuisce le concentrazioni ematiche di ormone della crescita. In un adulto medio, le catecolamine, incluse noradrenalina, adrenalina e L-DOPA, aumenterebbero le concentrazioni ematiche di ormone della crescita. Paradossalmente, questa stimolazione simpatica riduce il ormone della crescita nei pazienti con acromegalia, anche se l'efficacia per la maggior parte dei pazienti rimane controversa. Come agonista della dopamina, la bromocriptina è un farmaco approvato dalla Food and Drug Administration indicato per il trattamento dell'acromegalia.

#### Malattia di Parkinson
La malattia di Parkinson è una patologia neurologica progressiva caratterizzata da tremore a riposo, rigidità, acinesia o bradicinesia e instabilità posturale a causa della perdita di neuroni dopaminergici nella substantia nigra. Sebbene la levodopa sia un trattamento efficace per la malattia di Parkinson, il suo uso a lungo termine può portare a una diminuzione dell'efficacia e complicanze motorie. Nei pazienti in cui la levodopa non è più efficace, l'associazione con agonisti della dopamina come la bromocriptina è stata storicamente una scelta di successo. Inoltre, la bromocriptina viene utilizzata come trattamento precoce per la malattia di Parkinson per ritardare l'uso della levodopa, posticipando così la comparsa di discinesie e fluttuazioni motorie associate all'uso cronico della levodopa. Attualmente, l'approccio al trattamento della malattia varia notevolmente e la disponibilità di nuovi agonisti della dopamina non ergolici con efficacia uguale o superiore e profilo di effetti collaterali più sicuro ha portato molti medici a scegliere tali opzioni anziché la bromocriptina, nonostante la popolarità generale degli agonisti della dopamina come classe terapeutica.

### Meccanismo d'azione
Il bromocriptina è un agonista dei recettori della dopamina con attività agonista selettiva sui recettori della dopamina D2, agendo contemporaneamente come parziale antagonista dei recettori della dopamina D1. L'agonismo della dopamina ha effetti variabili a seconda del tessuto bersaglio. Nella malattia di Parkinson, la bromocriptina si lega direttamente ai recettori della dopamina D2 nello striato, stimolando la locomozione e attenuando i sintomi bradichinetici causati dalla degenerazione dei neuroni dopaminergici nigrostriatali. Lo stesso effetto agonistico sui recettori D2 delle cellule lactotrope dell'ipofisi anteriore blocca l'esocitosi della prolattina e l'espressione genica, riducendo gli effetti nocivi dell'iperprolattinemia nel caso di un prolattinoma ipofisario. Nell'acromegalia, l'effetto dopaminergico della bromocriptina può causare un blocco paradossale del rilascio di ormone della crescita attraverso le vie tuberoinfundibolari, diminuendo le concentrazioni ematiche circolanti di ormone della crescita. Nel diabete mellito di tipo 2, la bromocriptina modifica le concentrazioni dei neurotrasmettitori monoamminici nei nuclei sopraottico e ventromediale dell'ipotalamo, causando un effetto simpaticolitico che riduce i processi metabolici, il che può portare a intolleranza al glucosio e resistenza all'insulina.

### Assorbimento
Approssimativamente il 28% della dose orale viene assorbito; tuttavia, a causa di un significativo effetto di primo passaggio, solo il 6% della dose orale raggiunge la circolazione sistemica inalterata. La bromocriptina e i suoi metaboliti appaiono nel sangue già dopo 10 minuti dalla somministrazione orale e raggiungono la concentrazione plasmatica massima entro 1-1,5 ore. La prolattina sierica può diminuire entro 2 ore dalla somministrazione orale, con un effetto massimo raggiunto dopo 8 ore. Le concentrazioni di ormone della crescita nei pazienti con acromegalia diminuiscono entro 1-2 ore con una singola dose orale di 2,5 mg e le concentrazioni di ormone della crescita ridotte persistono per almeno 4-5 ore.

#### Volume di distribuzione
I dati riguardanti il volume di distribuzione non sono attualmente disponibili.

#### Legame alle proteine
È legato per il 90-96% all'albumina sierica.

### Metabolismo
Completamente metabolizzato dal fegato, principalmente per idrolisi del legame ammidico per produrre acido lisergico e un frammento peptidico, entrambi inattivi e non tossici. La bromocriptina è metabolizzata dal citocromo P450 3A4 ed escreta principalmente nelle feci tramite secrezione biliare.

#### Via di eliminazione
Il farmaco madre e i metaboliti vengono quasi completamente eliminati tramite il fegato, e solo il 6% viene eliminato tramite il rene.

#### Emivita
Il farmaco possiede una emivita di 2-8 ore.

#### Clearance
I dati riguardanti il la clearance del farmaco non sono attualmente disponibili.

### Effetti avversi
Gli effetti avversi più comuni comprendono nausea, vomito, vertigini, ipotensione, mal di testa ed affaticamento. Mentre gli effetti più gravi includono psicosi, fibrosi retroperitoneale, pleurica o delle valvole cardiache ed eventi cardiovascolari come lesioni valvolari, ictus o infarto del miocardio.

### Tossicità
Il metabolismo della bromocriptina avviene principalmente nel fegato tramite gli enzimi citocromo P450 3A4 e dovrebbe essere evitato in soggetti con compromissione epatica. Il sovradosaggio accidentale è stato riportato principalmente come causante effetti dopaminergici, in particolare ipotensione, nausea, vomito, cefalea, vertigini, stitichezza, sincope, crampi addominali, congestione nasale e diarrea. Il trattamento del sovradosaggio prevede l'uso di carbone attivo per prevenire l'assorbimento sistemico e citrato di magnesio tramite sonda nasogastrica e soluzione fisiologica per via endovenosa per aumentare la pressione sanguigna.